# Filmparodie

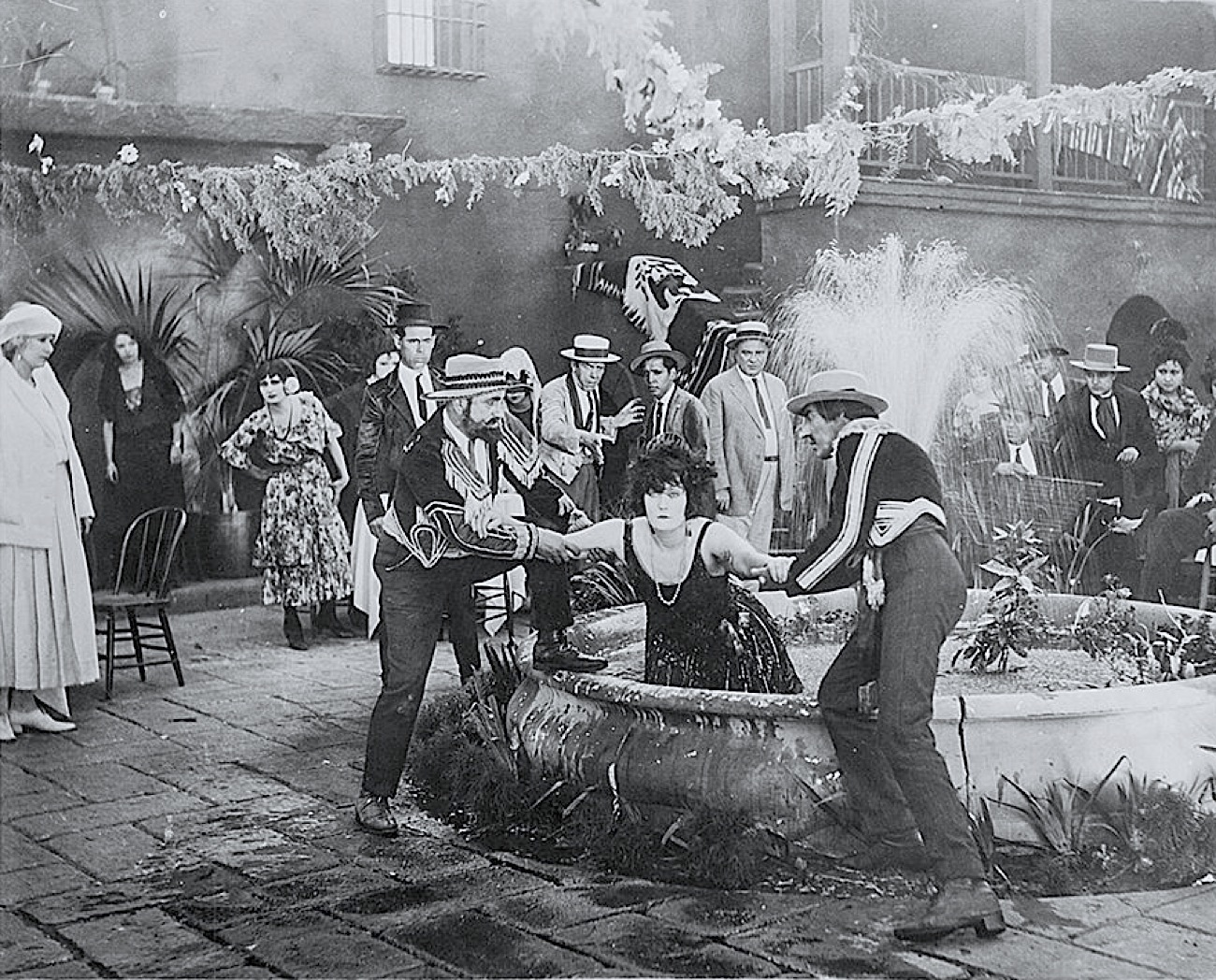
Szene aus dem Film Mud and Sand (1923), der viele Szenen aus Blood and Sand (1922) direkt parodiert

Eine Filmparodie ist eine Filmkomödie, die bekannte Szenen oder Handlungsstränge anderer Filme oder auch gängige Klischees ganzer Filmgenres als Parodie humoristisch verzerrt, übertrieben oder verspottend nachahmt.

## Stil
In der Filmparodie wird in der Regel ein Vorbild nachgeahmt und auf einzelne Szenen daraus oder aus anderen Werken des gleichen Genres Bezug genommen. Die im Original zumeist ernsthaften Szenen werden ins Satirische bis Karikative überspitzt oder durch Slapstick-Einlagen humorvoll abgewandelt. Die komischen Effekte sind umso größer, je größer die Fallhöhe vom Parodierten zur Parodie ist. Dabei ist die Filmparodie darauf angewiesen, dass das Publikum den Bezug zum parodierten Werk überhaupt herstellen kann. Neben dem humoristischen Anspruch ist die Komik bisweilen ein Mittel zu düsterer und schriller Gesellschafts- oder Systemkritik.
Figuren aus dem parodierten Werk werden mitunter in humoristisch abgewandelter Form dargestellt, was als Karikatur oder auch als Hommage verstanden werden kann. Vereinzelt wird der Humor der Parodie auch durch Gastauftritte von Darstellern aus dem in der entsprechenden Szene parodierten Werk erzeugt, z. B. Bruce Willis’ Cameoauftritt in Loaded Weapon 1 im Look seiner Rolle als John McLaine in den Filmen der Filmreihe Stirb langsam oder der Kurzauftritt von James Doohan als Ingenieur Scotty in demselben Film.

## Geschichte
Schon 1905 wurde mit The Little Train Robbery der allererste Western Der große Eisenbahnraub aus dem Jahr 1903 parodiert. Außer dem Beispiel im Bild Mud and Sand, gab es im gleichen Jahr die Parodie zu Die Karawane, die den englischen Originaltitel The Covered Wagon mit The Uncovered Wagon persiflierte.
Auch die ab 1958 im Vereinigten Königreich entstandenen Filme der Carry-On-Filmreihe, die unter anderem Agentenfilme (Ist ja irre – Agenten auf dem Pulverfaß, 1964), Piratenfilme (Ist ja irre – ’ne abgetakelte Fregatte, 1963) und Monumentalfilme (Ist ja irre – Cäsar liebt Cleopatra, 1964) parodierten, jedoch ohne direkten Bezug auf einzelne Filme als „Vorbild“ zu nehmen. Ab Ende der 1960er Jahre prägte die Britische Comedy-Gruppe Monty Python zunächst im europäischen Fernsehen mit Monty Python’s Flying Circus, später auch in mehreren Kinofilmen (z. B. Die Ritter der Kokosnuß (1975) als Parodie auf Die Ritter der Tafelrunde) das Genre der Filmparodien. Für die US-amerikanische Filmindustrie war Mel Brooks ein bekannter Filmparodist, der 1974 die Western-Parodie Der wilde wilde Westen schuf und 1987 mit Spaceballs die Star-Wars-Reihe parodierte. Anfang der 1980er Jahre wurde das Team um David Zucker, Jim Abrahams und Jerry Zucker (ZAZ) durch die Katastrophenfilm-Parodie Die unglaubliche Reise in einem verrückten Flugzeug bekannt, die bis in die 1990er Jahre u. a. mit den Filmreihen Die nackte Kanone und Hot Shots! erfolgreich blieben.
Seit den 1990er Jahren war es üblich, dass erfolgreiche Filmproduktionen entsprechende Parodien nach sich zogen. So wurde 1993 aus Lethal Weapon die Parodie Loaded Weapon 1, aus den Horrorfilmen der Scream-Reihe (ab 1996) wurde die Parodien-Filmreihe Scary Movie (seit 2000). Erhielten die kommerziell erfolgreichen Parodien der 1980er und '90er Jahre überwiegend positive Kritiken, wurde neueren Werken des Genres, etwa dem Film Meine Frau, die Spartaner und ich (2008, eine Parodie auf 300), oft jegliche Qualität abgesprochen. Auch kommerziell konnten aktuelle Parodien wie Date Movie (2006) oder Disaster Movie (2008) nicht an frühere Filme des Genres anknüpfen. Dennoch werden bis in die Gegenwart regelmäßig Filmparodien auf möglichst aktuelle Filmproduktionen veröffentlicht, so erschien beispielsweise Anfang 2014 Die Pute von Panem als Parodie auf die aktuelle und kommerziell erfolgreiche Kinofilm-Reihe Die Tribute von Panem.
Im deutschsprachigen Fernsehen fand das Konzept der Filmparodie seit den 1990er Jahren seine Entsprechung in Sendungen wie Kalkofes Mattscheibe und Switch reloaded. In den deutschen Kinos gelang Michael Herbig 2001 mit der Winnetou-Parodie Der Schuh des Manitu in künstlerischer und kommerzieller Hinsicht ein Überraschungserfolg, der 2004 mit (T)Raumschiff Surprise, einer Parodie auf Star Trek, Star Wars und zahlreiche andere Filme, eine indirekte Fortsetzung fand. Der Erfolg von Der Schuh des Manitu zog im deutschen Kino weitere Filmparodien wie Der Wixxer (eine Parodie auf die Edgar-Wallace-Filme) oder die Märchenfilm-Parodie Sieben Zwerge - Männer allein im Wald (beide 2004) nach sich. Ebenfalls 2004 entstand in der Schweiz mit The Ring Thing eine Low-Budget-Parodie auf die Herr-der-Ringe-Filmtrilogie. Der deutsche Fernsehsender Pro Sieben produzierte 2008 mit der Funny-Movie-Reihe vier parodistische Fernsehfilme; zwei weitere Filme der Reihe folgten 2011, konnten aber nicht mehr an den Quotenerfolg der ersten vier Filme anknüpfen.